# المجمع الرياضي الأمير مولاي عبد الله
المجمع الرياضي الأمير مولاي عبد الله هو مجمع رياضي افتتح رسميًا في عام 1983، و هو يقع في الجنوب الغربي للعاصمة المغربية الرباط وعلى مقربة من الطريق السريع، وهو مجمع متعدد الاختصاصات وهو ينتمي إلى الجماعة الحضارية للعاصمة المغربية الرباط ويعتبر أيضا معقلا لنادي الجيش الملكي و كذلك المنتخب المغربي لكرة القدم.
يعد المجمع معلمة رياضية بحيث يتوفر على أحدث الأجهزة والمرافق وهو أكبر الملاعب المغربية، حيث يتوفر على 52,000 مقعد منها 5,000 خاصة بوسائل الإعلام و 1,500 لكبار الشخصيات و 150 مقعد خاصة بالمعاقين كما أن 25,000 مقعد تقريبا أي بنسبة 40% من المقاعد المغطات بالكامل، بالإضافة إلى مرافق صحية وقاعات للاجتماعات.

## تاريخ

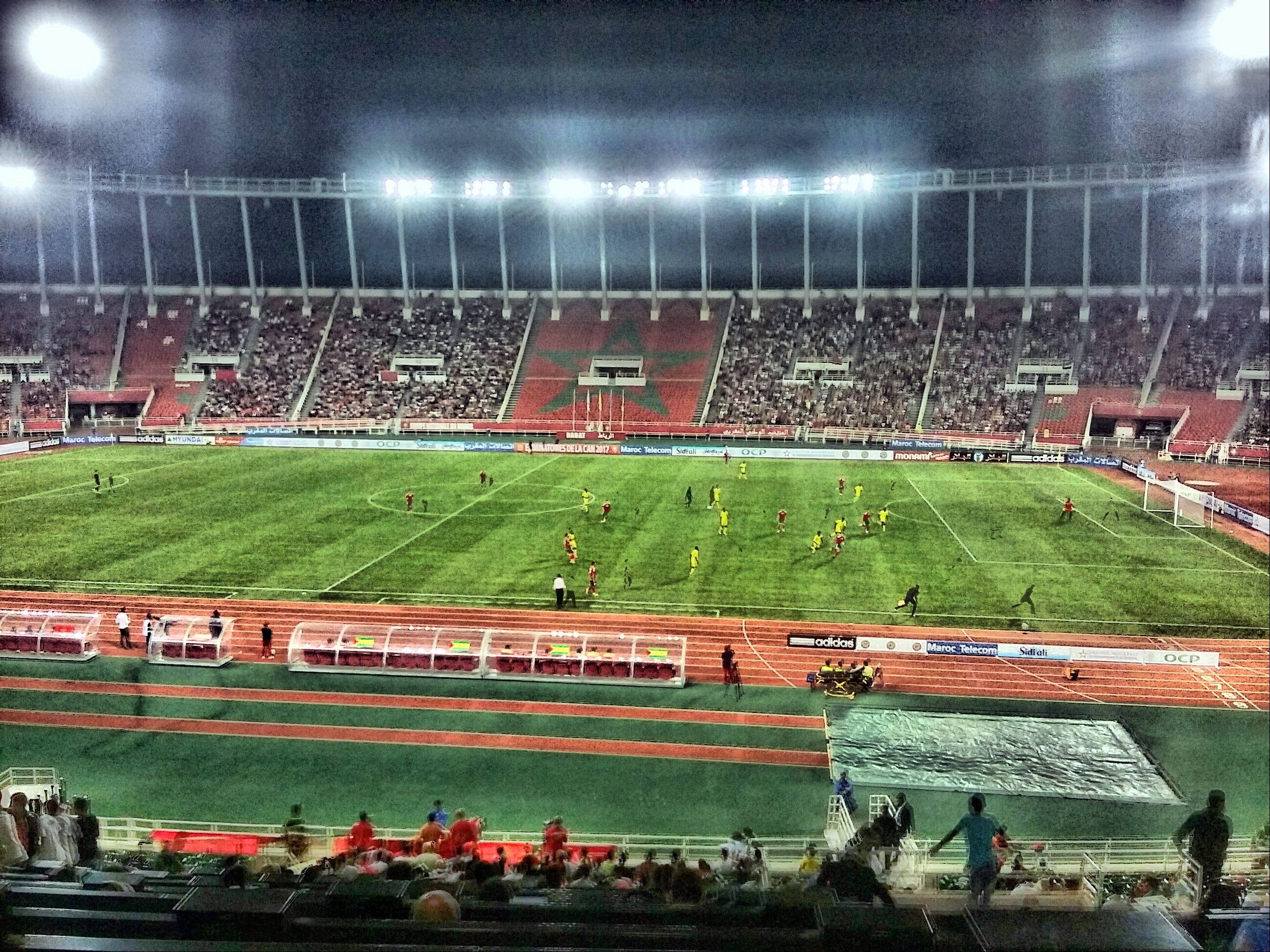

أول مباراة أقيمت على هذا الملعب كانت بين منتخب المغرب وباريس سان جرمان الفرنسي سنة 1983، انتهت بتفوق منتخب المغرب بنتيجة 2-0 سجل الهدفين اللاعب الدولي السابق مصطفى الحداوي، وحضر المباراة ملك المغرب الراحل الحسن الثاني و بعض أفراد العائلة الملكية إضافة إلى الرئيس الفرنسي السابق جاك شيراك الذي كان آنذاك عمدة لمدينة باريس عاصمة فرنسا.
وفي عام 2000، خضع الملعب لعملية تجديد رئيسية تتضمن، إلى جانب إصلاحات أخرى، منها تركيب مقاعد جديدة.
و جاءت كذلك هذه المرحلة في محاولة من المغرب تجهيز ملاعبه الرئيسية لاستضافة كأس العالم لكرة القدم 2006 وكأس العالم لكرة القدم 2010 و قد استضاف هذا الملعب كأس الأمم الأفريقية لكرة القدم 1988 التي إحتضنها المغرب.
و كانت آخر عملية للتجديد سنة 2014 حيث ثم إصلاح جميع مرافق الملعب من مدرجات وكراسي جديدة وإنارة عالية الجودة وأرضية ذات عشب طبيعي ذو مواصفات عالمية إستعدادا لاحتضان مباريات كأس العالم للأندية لكرة القدم 2014 و نهائيات كأس الأمم الأفريقية لكرة القدم 2015 التي لم تجرى بالمغرب بسبب ظهور وباء إيبولا الذي اجتاح غرب القارة السمراء .
و يعتبر هذا المركب معقلا لنادي الجيش الملكي وقد إحتضن الملعب عدة مباريات محلية ودولية و كذلك نهائيات كأس العرش إلى جانب احتضانه لملتقيات دولية كملتقى محمد السادس الدولي لألعاب القوى .

## أحداث
- إحتضن نهائيات كأس الأمم الأفريقية لكرة القدم 1988.
- يحتضن مباريات الجيش الملكي سواء محليا أو قاريا.
- يحتضن غالبا نهائيات كأس العرش والتي تقام كل سنة.
- يحتضن غالبا مباريات المنتخب الوطني المغربي.
- يحتضن ملتقى محمد السادس الدولي لألعاب القوى الذي يجرى كل سنة.
- إحتضن مباريات كأس العالم للأندية لكرة القدم 2014و منافسات العصبة الماسية 2016

## مقالات ذات صلة
- نادي الجيش الملكي
- المنتخب المغربي لكرة القدم